# Cannole
Cannole es una localidad italiana de la provincia de Lecce, región de Puglia, con 1.790 habitantes.

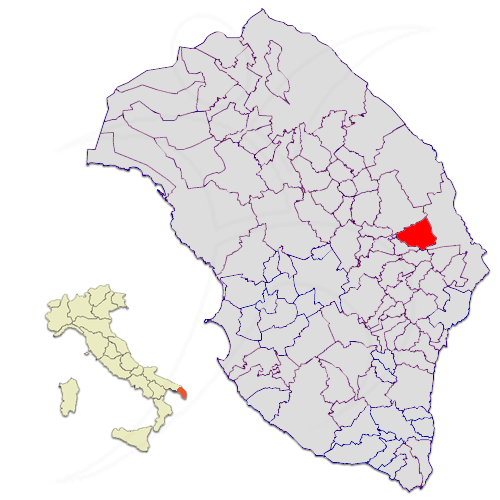
Ubicación de la ciudad de Cannole dentro de la provincia de Lecce.

## Evolución demográfica
| Gráfica de evolución demográfica de Cannole entre 1861 y 2001 |
|                                                               |
| Fuente ISTAT - elaboración gráfica de Wikipedia               |